# Gynoplistia (Gynoplistia) ofarrelli
Gynoplistia (Gynoplistia) ofarrelli is een tweevleugelige uit de familie steltmuggen (Limoniidae). De soort komt voor in het Australaziatisch gebied.